# Ergothionéine
L'ergothionéine est un dérivé de bétaïne de thiolhistidine isolée la première fois en 1909 par Tanret à partir de sclérote de Claviceps purpurea. Elle est produite par différents champignons.